# Ribellione escobarista
La ribellione escobarista  fu una guerra civile avvenuta in Messico, soprattutto al nord, nel 1929 durante il Maximato, tra le forze governative del presidente Emilio Portes Gil e le forze ribelli sotto il comando del generale José Gonzalo Escobar. Dopo un iniziale successo con la presa di diverse città-chiave del nord, i ribelli di Escobar furono decisamente sconfitti in una grande battaglia a Jiménez, nel Chihuahua e alla fine furono spazzati via dalle altre forze governative in avanzata guidate dal generale ed ex-presidente Plutarco Elías Calles.

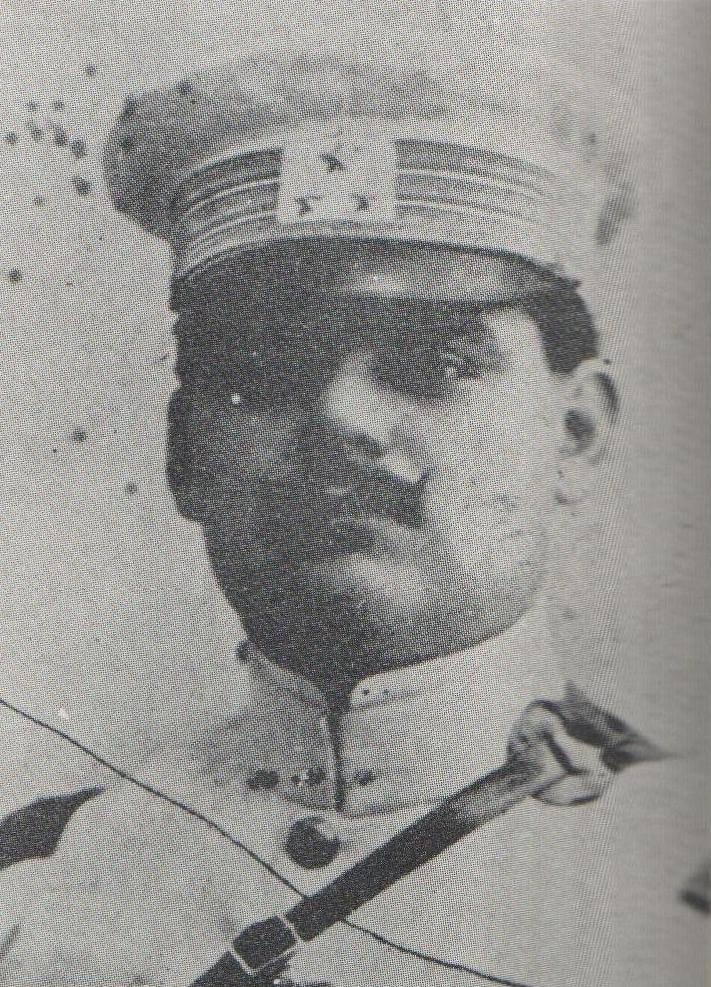
Il generale José Gonzalo Escobar, come apparso in un giornale nel 1929

## Contesto storico
La ribellione escobarista fu l'ultima di una serie di ribellioni successive alla fine della guerra civile messicana nel 1920, quando la fazione di sinistra guidata da Plutarco Elías Calles, Álvaro Obregón e Adolfo de la Huerta (collettivamente noti come il "Triumvirato di Sonora") prese il controllo del governo federale guidato da Venustiano Carranza nel Piano di Agua Prieta. Dopo l'assassinio del presidente eletto Obregón il 17 luglio 1928 e la fine del mandato di Calles come presidente il 30 novembre, l'ex governatore di Tamaulipas, Emilio Portes Gil, fu scelto all'unanimità per succedere a Calles come presidente provvisorio fino a quando non si poté tenere una nuova elezione l'anno successivo, nel novembre 1929. Come civile senza esperienza militare, la selezione di Portes Gil sconvolse molti ufficiali dell'esercito messicano, ora in gran parte composto da eserciti di singoli leader rivoluzionari, che volevano uno di loro in carica per continuare la tradizione di avere un generale per presidente. In precedenza, Venustiano Carranza aveva tentato di imporre un civile a succedergli nelle elezioni del 1920, portando alla sua estromissione e alla morte.
A quel tempo, uno degli ufficiali più famosi e ricchi dell'esercito messicano era il generale Don José Gonzalo Escobar, che fu descritto come "coraggioso, giovane e affascinante" per il suo ruolo nella sconfitta di Pancho Villa nella battaglia del 1919 per Ciudad Juárez e per il successivo coinvolgimento nel reprimere la ribellione delahuertista del 1923 e la rivolta Gómez-Serrano nel 1927. Sebbene Escobar in un primo momento abbia proclamato la sua fedeltà a Calles e al suo successore, nessuno dei due presidenti si fidava di lui ed entrambi consideravano Escobar in cima alla lista dei loro generali fastidiosi. Mentre Escobar stava assicurando Calles e Portes Gil della sua lealtà, in segreto fece piani per prendere il controllo del governo federale e affermarsi come presidente.
Redigendo il "Piano di Hermosillo" alla fine del 1928, Escobar pianificò di lanciare la sua ribellione la primavera successiva, citando la corruzione nel governo di Calles-Portes Gil come motivo della rivolta, che fu chiamata la "Rivoluzione Rinnovatrice" da Escobar e dai suoi uomini. Portes Gil, come Escobar, sapeva che il successo di qualsiasi ribellione sarebbe stato in gran parte determinato dai rifornimenti portati da oltre il confine internazionale negli Stati Uniti. Di conseguenza, Portes Gil lanciò un "piano in due fasi" per far sì che il governo degli Stati Uniti sigillasse il confine a qualsiasi potenziale necessità dei ribelli e fornisse anche all'esercito messicano materiale bellico, compresi i moderni aerei da combattimento. Entrambe le richieste furono accolte nel febbraio 1929, poche settimane prima dell'apertura delle ostilità.

## Ribellione
La ribellione iniziò ufficialmente il 3 marzo 1929. Escobar mantenne la sua veste di suddito fedele il più a lungo possibile, dopo aver inviato una lettera a Portes Gil offrendo i suoi servizi poche ore prima di condurre un attacco alla città di Monterrey, a Nuevo León. Molti ufficiali dell'esercito messicano disertarono per unirsi alla ribellione di Escobar, spesso portando con sé l'intero comando, così che all'inizio delle ostilità Escobar era al comando di quasi 30 000 uomini, incluso un grande contingente di indiani Yaqui. Dopo una battaglia di dieci ore, Monterrey era sotto il controllo dei ribelli. Escobar rimase in città per tutto il tempo necessario per prelevare 345 000 dollari dalle banche locali e per saccheggiare la casa del generale Juan Andreu Almazán. Da lì Escobar si ritirò a Saltillo, facendo distruggere i binari della ferrovia mentre procedeva. Portes Gil si mosse rapidamente per schiacciare la ribellione di Escobar mettendo Calles al comando delle forze militari e navali federali, che consistevano di circa il 72% delle forze di terra originarie del Messico, oltre all'aviazione e circa 5 000 agrari di San Luis Potosí.
L'inizio della ribellione doveva coincidere con l'inaugurazione del presidente Herbert Hoover il 4 marzo 1929. Escobar sperava che se avesse potuto vincere alcune battaglie e prendere rapidamente il controllo del governo, avrebbe ricevuto il riconoscimento dall'amministrazione di Hoover per impostazione predefinita, poiché la sua politica estera non era ancora definita, Hoover appoggiò Portes Gil e la costituzione stabilita. Ciò ebbe un impatto significativo sull'esito della ribellione, secondo l'editorialista Drew Pearson, il quale affermò che molte delle guarnigioni che disertarono per unirsi alla rivolta di Escobar abbandonarono presto il governo federale dopo aver appreso della decisione di Hoover.
Immediatamente dopo la cattura di Monterrey, le forze di Escobar più a nord si spostarono per prendere il controllo dei porti di ingresso lungo il confine tra Arizona e Sonora, mentre più a sud le forze di Escobar guidate dal generale Jesús M. Aguirre attaccarono senza successo Veracruz. I ribelli a Sinaloa ottennero una vittoria significativa a Mazatlán, dove inflissero "una punizione considerevole" alle forze governative in ritirata e ad Agua Prieta e Naco, le guarnigioni si ribellarono per unirsi ai ribelli, mettendo in prigione l'esattore della dogana e altri funzionari. Allo stesso tempo, una forza di circa 500 ribelli occupò Nogales, Sonora, e riuscì a mettere in arresto l'esattore doganale, l'ispettore dell'immigrazione, il direttore delle poste e altri funzionari. Tuttavia, la maggior parte degli arrestati giurò fedeltà a Escobar e poco dopo fu autorizzata a tornare al lavoro. Dopo aver conquistato con successo i porti di ingresso dell'Arizona, diverse città di confine sulla frontiera del Texas occidentale passarono rapidamente sotto il controllo dei ribelli. Il 5 marzo, le forze ribelli erano al comando di Ciudad Acuña, Piedras Negras e Ojinaga, e si stavano muovendo per prendere il controllo di Ciudad Juárez, la più grande città del Messico al confine internazionale e il suo più grande porto d'ingresso, di fronte a El Paso, in Texas.

### La battaglia di Juárez
La battaglia di Juárez iniziò un paio di giorni dopo, nelle prime ore del mattino dell'8 marzo. Le forze ribelli sotto il comando del generale Marcelino Murrieta invasero rapidamente la città, costringendo la guarnigione federale a tornare in posizioni lungo il Rio Grande, adiacente al confine e migliaia di spettatori statunitensi che si erano formati per assistere alle ostilità dalla riva del fiume, dalle finestre e dai tetti. Soldati del 7º Cavalleria erano presenti anche per proteggere le vite statunitensi e impedire che i combattimenti si riversassero sul loro lato del confine. Diversi proiettili vaganti atterrarono sul lato statunitense, causando alcune vittime, ma nessuno rimase ucciso. L'edificio della banca di El Paso a tredici piani fu colpito così tante volte che i piani superiori dovettero essere evacuati per sicurezza. Dopo ore di pesanti combattimenti lungo il confine internazionale, quando sembrava che i ribelli sarebbero stati presto vittoriosi, il comandante delle forze statunitensi a El Paso, il generale George Van Horn Moseley, tagliò il traguardo in Messico per conferire con il comandante federale, il generale Matías Ramos, per chiedere informazioni sulle sue intenzioni. Il generale Ramos informò Moseley che era disposto a cedere la città, ma solo se i ribelli garantissero a lui e ai suoi uomini un trattamento adeguato come prigionieri di guerra, o gli fosse consentito di entrare negli Stati Uniti per l'internamento. Quest'ultimo fu concordato e alla fine della giornata circa 300 ufficiali e uomini dell'esercito messicano, insieme alle loro mogli e figli, attraversarono il confine per l'internamento a Fort Bliss. I ribelli avevano ora il controllo del più importante porto di ingresso del Messico e intendevano usarlo come fonte di armi, materiale bellico e altri rifornimenti dagli Stati Uniti.

### Guerra aerea
Durante la ribellione escobarista, sia il governo federale che i ribelli di Escobar usarono gli aerei in modi mai visti prima nel continente americano. La guerra aerea iniziò la mattina del 16 marzo 1929, quando due aeroplani federali sganciarono bombe sui treni delle truppe ribelli al cantiere ferroviario di Torreón e poi sulla base militare appena fuori città. Dopo l'attacco, il generale Escobar si rese conto di essere in grave svantaggio senza una forza aerea propria, quindi prese immediatamente provvedimenti per acquisire aerei dagli Stati Uniti e mercenari statunitensi per pilotarli. Anche il governo federale guardò agli Stati Uniti per la fornitura di aerei e assunse persino un veterano di combattimento statunitense di nome Maggiore Rayma L. Andrews per prendere il comando del loro nuovo squadrone. Il maggiore Andrews era un veterano della prima guerra mondiale, dove aveva servito con il Royal Flying Corps britannico. Dopo la guerra continuò i suoi viaggi in tutta l'America Latina, vendendo aeroplani e dimostrando tecniche di bombardamento. Quando scoppiò la ribellione escobarista, Andrews offrì i suoi servizi al governo messicano, che firmò un contratto con lui e lo incaricò di acquisire nuovi aeromobili dagli Stati Uniti, che sarebbero stati pagati dal governo messicano tramite deposito di denaro su un conto presso la Banca Nazionale di El Paso. Andrews acquistò un'ampia varietà di biplani civili, inclusi Travel Airs, Eaglerocks e Steamermans, e più tardi nel conflitto pilotò alcuni degli aerei da guerra Vought "Corsair" acquistati dal governo messicano nel febbraio 1929.
Dal lato ribelle, il generale Escobar assunse un certo numero di piloti statunitensi per 1 000 dollari a settimana, tra cui Art J. Smith, Pete Stanley, Jack O'Brien, Patrick Murphye e Richard H. Polk, uno dei due seguaci della rivoluzione professionale che aveva gia fatto una carriera di "giro di rivoluzione" in tutta l'America Latina. Successivamente questi cinque uomini furono raggiunti da Phil Mohun, un altro esperto veterano del combattimento che abbandonò l'aviazione federale per unirsi alla rivoluzione e che alla fine sarebbe emerso come membro chiave dell'aviazione ribelle, che fu giustamente chiamata "Yankee Doodle Escadrille". Il comando generale della Yankee Doodle Escadrille fu affidato al generale Gustavo Salinas, un uomo colto che fu istruito e imparato a volare negli Stati Uniti e che era un veterano di alcune delle altre rivoluzioni messicane degli anni 1920. L'aviazione ribelle era composta da soli dieci aerei, tutti i tipi civili convertiti per uso militare, tranne uno catturato "Corsair", Tucson e Phoenix, Arizona. Facendo affidamento su armi leggere come la Thompson Submachine Gun e bombe improvvisate per gli armamenti, la Yankee Doodle Escadrille era inadatta per tutti i ruoli di combattimento, ma attaccava senza esitazione aerei federali o bombardava le concentrazioni di truppe nemiche, ottenendo alcune vittorie.
Uno dei primi grandi impegni che hanno coinvolto la Yankee Doodle Escadrille fu la battaglia di Jiménez, iniziata il 30 marzo e terminata cinque giorni dopo, quando le forze federali presero il controllo dell'area. Durante i combattimenti, sette aerei ribelli affrontarono un numero imprecisato di biplani "Corsair" federali, provocando la perdita di due aerei ribelli e la cattura di un "Corsair" dai federali. La cattura del "Corsaro" è avvenuta quando il tenente colonnello Roberto Fierro si avvicinò alle linee ribelli a Jiménez per sganciare alcune bombe e alcuni volantini di propaganda, cosa che esortava i ribelli a rinunciare. Mentre Fierro si avvicinava alla città, Phil Mohun e Richard Polk decollarono sui loro biplani d'epoca per sfidare il nemico. Proprio quando Mohun si mosse per aprire il fuoco, anche le forze di terra ribelli si aprirono. Un proiettile colpì il carburatore dell'aereo, costringendo Fierro ad effettuare un improvviso atterraggio di emergenza in territorio nemico. Prendendo la mitragliatrice, Fierro e il suo osservatore, un tenente Valle, si avventurarono sulle colline circostanti, appena davanti a un'unità di cavalleria ribelle inviata dopo di loro. Mohun si prese il merito della vittoria e riparò il "Corsair" catturato per proprio uso.
In un altro scontro, Polk fu colpito in faccia da un proiettile e danneggiò gravemente il suo aereo durante il tentativo di atterraggio di emergenza. Più tardi, l'aereo di Mohun fu "crivellato" dal fuoco della mitragliatrice di un "Corsair", costringendolo a compiere un pericoloso atterraggio di emergenza, poiché stava volando senza paracadute. La battaglia alla fine si trasformò per i federali quando il tenente colonnello Fierro sganciò bombe su un vagone ribelle pieno di dinamite. L'esplosione risultante fu massiccia e mandò i ribelli in una ritirata disordinata. A centinaia furono successivamente abbattuti dai cavalieri federali mentre cercavano di sfuggire al massacro.
La Yankee Doodle Escadrille prestò servizio in tutti i teatri del conflitto, anche se i giornali indicano che ottenne il suo maggior successo a Sonora, durante le battaglie per i porti d'ingresso. Durante l'assedio di Naco, iniziato il 31 marzo, un aereo ribelle presumibilmente pilotato dal pilota irlandese Patrick Murphy segnò due colpi diretti sulle trincee federali, uccidendo almeno due soldati, secondo un giornale. Murphy riuscì anche a sganciare diverse bombe sul lato statunitense del confine, causando una quantità significativa di danni e alcuni feriti, oltre a fare la storia commettendo il primo bombardamento aereo in assoluto del territorio degli Stati Uniti. Alla fine Murphy fu abbattuto da un fuoco di terra federale, ma in qualche modo riuscì a scappare in Arizona. In tutto, più di 100 bombe furono sganciate dai piloti ribelli durante la battaglia per Naco, sebbene le vittime di questi attacchi fossero relativamente leggere.
In un altro scontro il 4 aprile, un aereo federale che stava bombardando posizioni ribelli fu abbattuto dal fuoco nemico a terra a poche miglia a sud di Naco. Sia l'aviatore che il contagocce furono uccisi e i loro corpi carbonizzati furono portati in città sotto una bandiera di tregua. In segno di rispetto per i morti, il generale Fausto Topete annunciò che i suoi piloti non avrebbero bombardato Naco quella sera. Qualche tempo dopo, il maggiore Andrews attaccò una concentrazione di truppe ribelli fuori Naco con due bombe da 100 libbre. Quando i ribelli videro l'aereo nemico, corsero a mettersi al riparo sotto le sponde a strapiombo di un fiume in secca, creando il bersaglio perfetto di uomini e animali per Andrews. Lasciando entrambe le bombe, Andrews girò intorno e attraverso le colonne di polvere contò otto ufficiali morti insieme a diversi uomini arruolati e ai loro cavalli.

### Resa a Nogales
In seguito alla sconfitta di Escobar nella battaglia di Jiménez, il fervore rivoluzionario che aveva preso possesso del paese stava diminuendo e le sue truppe stavano disertando in gran numero. Guidando le sue unità rimanenti a nord in Sonora, intendeva resistere il più a lungo possibile. Le forze governative sotto Calles presero rapidamente il controllo delle città rimaste sulla scia di Escobar fino ad arrivare finalmente a Nogales, l'ultima grande roccaforte dei ribelli. La mattina del 30 aprile, tre aeroplani federali sganciarono dodici bombe sulla città. Non ci furono vittime riportate, ma il suono delle esplosioni e del fuoco di risposta delle forze di terra ribelli fu sufficiente a far fuggire migliaia di messicani sul lato statunitense del confine per protezione. L'esodo continuò fino alle 15:00, quando fino a 10 000 rifugiati messicani entrarono in Arizona. La paura di ulteriori attacchi aerei e la consapevolezza che la guerra era persa spinsero molti degli ufficiali ribelli a considerare di arrendersi ai federali o di fuggire negli Stati Uniti, per evitare la punizione del governo messicano. A mezzogiorno di quel giorno, il comandante delle forze statunitensi a Fort Huachuca, il generale Frank S. Cocheu, si incontrò con un gruppo di ufficiali ribelli al confine a Nogales per negoziare i termini della resa. I ribelli accettarono di arrendersi a Nogales, Sonora, ma solo se il governo messicano avesse promesso di non giustiziare o molestare in altro modo nessuno dei soldati ribelli, e di dare loro cibo e retribuzione. Tutte le condizioni furono concordate e alla fine della giornata Nogales era sotto il controllo delle forze governative del generale Lucas González.
Terminata la ribellione, il generale Escobar salì su un aereo che lo portò in Arizona, dove chiese e ottenne asilo dalle autorità statunitensi. Alla domanda sulla sua sconfitta, Escobar accusò la mancanza di rifornimenti, munizioni e sostegno da parte del governo degli Stati Uniti. Il 3 marzo 1930, un gran giurì a Tucson, in Arizona, ha intentato una causa in sette conteggi contro Escobar, molti dei suoi generali e membri della Yankee Doodle Escadrille, per "esportazione illegale di armi e munizioni di guerra dagli Stati Uniti a Messico", ma il caso fu successivamente archiviato il 25 maggio 1932. Escobar rimase in esilio in Canada per diversi anni fino al 1942, poco dopo l'entrata statunitense nella seconda guerra mondiale, quando tornò in Messico per offrire i suoi servizi al presidente Lázaro Cárdenas del Río. Nel 1952 aveva raggiunto il grado di maggiore generale nell'esercito messicano ed era attivo in politica. Morì a Città del Messico nel 1969.